# Gentil Junior
Leopoldo Gentil Junior, mais conhecido por Gentil Junior, foi um educador e um compositor brasileiro, conhecido por ter sido o autor de famosas marchinhas de Carnaval como "Transplante de Corintiano" (também conhecida por "Coração Corintiano"), "Marcha do Barrigudinho" e “Marcha do Cachorro (A Vez do Osso)”, ambas imortalizadas na voz de Sílvio Santos, além de "Agora Vai", sucesso dos Originais do Samba
Segundo sua família, ele deixou registrado um repertório de aproximadamente 40 marchinhas.